# Spring League IAAFL 2017
La Spring League IAAFL 2017 sarà la 3ª edizione del campionato nazionale di football a 8 organizzato dalla IAAFL in collaborazione con l'AICS. Il torneo inizierà il 2 aprile 2017 e terminerà  con la disputa della finale.

## Squadre partecipanti
| Club                            | Città       | Stadio | Sponsor ufficiale | Risultato nella stagione 2016 |
| ------------------------------- | ----------- | ------ | ----------------- | ----------------------------- |
| Bears Alessandria               | Alessandria |        |                   |                               |
| Bobcats Parma                   | Parma       |        |                   |                               |
| I Guerrieri Aiacciu             | Ajaccio     |        |                   |                               |
| Italian Football Academy Milano | Gaggiano    |        |                   |                               |
| Waves Sanremo                   | Sanremo     |        |                   |                               |

## Regular Season

### 1ª giornata
| 2 aprile 2017, ore 16:00 CEST | Italian Football Academy Milano | 38 – 14 (14-8 8-0 8-6 8-0) | Waves Sanremo |  |

### 2ª giornata
| Alessandria 9 aprile 2017, ore 14:00 | Bears Alessandria | – | Bobcats Parma | Stadio DLF |

| Sanremo 9 aprile 2017, ore 14:00 | Waves Sanremo | 13 – 0 | Mustangs Mantova | Pian di Poma |

### 3ª giornata
| 22 aprile 2017, ore 20:00 | Italian Football Academy Milano | – | I Guerrieri Aiacciu |  |

| 23 aprile 2017, ore 13:00 | Bobcats Parma | – | I Guerrieri Aiacciu |  |

### 4ª giornata
| 30 aprile 2017, ore 15:00 | Bears Alessandria | – | Waves Sanremo |  |

### 9ª giornata
| Sanremo 23 maggio 2017 | Waves Sanremo | – | I Guerrieri Aiacciu | Pian di Poma |

### 10ª giornata
| Alessandria 28 maggio 2017 | Waves Sanremo | 14 – 0 | Bobcats Parma |  |

### Classifica
- PCT = percentuale di vittorie, G = partite giocate, V = partite vinte, P = partite perse, PF = punti fatti, PS = punti subiti
- La qualificazione ai Playoff è indicata in verde

| Pos. | Squadra                         | PCT   | G | V | P | PF | PS |
| ---- | ------------------------------- | ----- | - | - | - | -- | -- |
| 1    | Italian Football Academy Milano | 1.000 | 1 | 1 | 0 | 38 | 14 |
| 2    | Bears Alessandria               | .000  | 0 | 0 | 0 | 0  | 0  |
| 3    | Bobcats Parma                   | .000  | 0 | 0 | 0 | 0  | 0  |
| 4    | I Guerrieri Aiacciu             | .000  | 0 | 0 | 0 | 0  | 0  |
| 5    | Waves Sanremo                   | .000  | 1 | 0 | 1 | 14 | 38 |

## Playoff

### XXXI Superbowl IAAFL
| 2017 | TBD | – | TBD |  |